# Giovanni Battista Rossi (carmelitano)
Giovanni Battista Rossi, al secolo Bartolomeo (Ravenna, 4 ottobre 1507 – Roma, 5 settembre 1578), è stato un religioso italiano, priore generale dell'Ordine della Beata Vergine del Monte Carmelo dal 1564 alla morte.

## Biografia
Appartenente a un ramo decaduto della famiglia dei conti Rossi di San Secondo, perse il padre all'età di sette anni e fu affidato alla protezione di un suo zio che era carmelitano.
Abbracciò la vita religiosa nel convento ed emise la sua professione attorno al 1522. Studiò a Siena e Padova e nel 1542 fu chiamato a Napoli come reggente dello Studio generale.
Fu eletto procuratore generale dell'ordine nel 1546 e, alla morte di Niccolò Audet, gli succedette alla guida dell'ordine prima come vicario generale (1562) e poi come priore generale (1564).
Rossi continuò l'opera di riforma avviata dal suo predecessore. Il suo principale impegno fu quello di mantenere l'unità dell'ordine e di frenare le spinte autonomiste delle congregazioni di osservanti (mantovana, albiense). Nel 1565 papa Pio V lo nominò commissario apostolico di tutto l'ordine, con il fine di applicare ai carmelitani i decreti di riforma del Concilio di Trento.
Visitò la Spagna e incontro Teresa di Gesù, di cui incoraggiò il progetto di riforma. Il rapido moltiplicarsi di conventi degli scalzi creò attriti tra questi e il resto dell'ordine, tanto che nel 1580 si giunse alla divisione dell'ordine in due rami indipendenti.
| Controllo di autorità | VIAF (EN) 9688183 · ISNI (EN) 0000 0000 8088 3608 · SBN BVEV056253 · BAV 495/91633 · CERL cnp01239422 · LCCN (EN) nr88004998 · GND (DE) 104054182 |